# Суперсано
Суперсано (італ. Supersano, сиц. Supersanu) — муніципалітет в Італії, у регіоні Апулія,  провінція Лечче.
Суперсано розташоване на відстані близько 530 км на південний схід від Рима, 170 км на південний схід від Барі, 38 км на південь від Лечче.
Населення — 4505 осіб (2014).
Щорічний фестиваль відбувається 8 травня. Покровитель — святий Архангел Михаїл.

## Демографія
Населення за роками:

Станом на 1 січня 2023 року в муніципалітеті офіційно проживало 110 іноземців з 10 країн, серед них 20 громадян країн Євросоюзу.

## Сусідні муніципалітети
- Ботруньо
- Казарано
- Коллепассо
- Кутрофьяно
- Монтезано-Салентіно
- Ночилья
- Руффано
- Сан-Кассіано
- Скоррано